# Amblyolpium birmanicum
Amblyolpium birmanicum es una especie de arácnido del orden Pseudoscorpionida de la familia Olpiidae.

## Distribución geográfica
Se encuentra en Sudeste de Asia.